# René de Voyer de Paulmy d'Argenson (1623-1700)
Pour les articles homonymes, voir Marc-René d'Argenson.
René de Voyer de Paulmy d'Argenson, chevalier, seigneur d'Argenson et de Vueil-le-Mesnil, comte de Rouffiac, est un diplomate français né à Blois le 13 décembre 1623 et mort le 1er mai 1700.

## Biographie
Fils de René de Voyer de Paulmy d'Argenson et d'Hélène de La Font, il fut nommé conseiller au parlement de Rouen le 26 août 1642, fut intendant subdélégué de son père dans les élections de Saintes et de Cognac le 1er novembre 1644, et dans la généralité de Poitiers le 2 janvier 1646.
Nommé maître des requêtes le 4 août 1649, il devint le 4 septembre suivant, conseiller d'État, et remplaça son père dans son ambassade de Venise, où il résida jusqu'au 28 novembre 1655.
Le 25 janvier 1654, le roi érigea en sa faveur en comté, la terre de Rouffiac, en Angoumois. Il obtint des lettres de maître des requêtes honoraire le 14 février 1657. Il fut l'ami de Jean-Louis Guez de Balzac.
Vers la fin de sa vie, il rédigea les Annales de la Compagnie du Saint-Sacrement, qui furent publiées en 1900 par le R.P. Dom H. Beauchet-Filleau.
Il épousa le 8 mai 1650 Marguerite Houllier de La Pouyade. Ils eurent sept enfants :
- Marc-René de Voyer de Paulmy d'Argenson (1652-1721), qui fut lieutenant général de police ;
- Antoinette-Catherine, née à Venise le 28 janvier 1654, mariée le 17 mai 1667 avec Louis de Valory, chevalier, seigneur d'Estilly ;
- Françoise, morte sans enfants ;
- François-Hélie, prieur de Saint-Nicolas de Poitiers, né le 22 septembre 1656 ;
- Thérèse-Hélène, morte sans enfants ;
- Marie-Scholastique, née le 10 février 1661, religieuse carmélite à Angoulême ;
- Joseph-Ignace, né le 30 décembre 1662, présenté de minorité dans l'ordre de Saint-Jean de Jérusalem en 1668[1], mort en 1690.

## Source
- Louis de La Roque, Catalogue des chevaliers de Malte appelés successivement chevaliers de l'ordre militaire et hospitalier de Saint-Jean de Jérusalem, de Rhodes et de Malte 1099-1890, Paris, Alp Desaide, 1891.